# Английски сетер
Английският сетер (на английски: English Setter) е аристократично на вид куче. Кралските семейства в Англия са го използвали като куче компаньон, защото чудесно се разбира с децата, обича да общува с хора. Но то е и работно куче.

## Характеристика
Използва се за лов на фазани, пъдпъдъци, яребици и много други. Днес е силно разпространено по цяла Европа и се отглежда като домашен любимец, а не ловджия. Тази порода спада към седма група – кучета работещи със стойка. Неслучайно се носи слух, че английският сетер „гледа с носа си“ и затова е много ценен от страстните ловджии. Това куче е средно голямо, елегантно и пропорционално. Поради лесното му обучение става любимец на всички възрасти. Има интелигентен поглед и е вярно на стопанина си.

## Външен вид
Крайниците му са мускулести, има силни лапи, които са добре затворени. Цветът на козината е в 2 разновидности – двуцветен и трицветен. Двуцветният бива (бяло с черно, бяло с кафяво и др.), а трицветният (черно, бяло, кафяво). В цвета на козината може да има и жълти оттенъци.

## Стандарт на породата
По стандарт на МФК мъжкият във височината на холката трябва да бъде 64 - 68 см, а женската – 61 - 65 см. Теглото съответно 27 - 29 кг и 25 - 28 кг.